# Solmisazione
La solmisazione, solmizzazione (dal nome delle note musicali sol e mi) o solfisazione è un metodo di solfeggio basato sulle sillabe che individuavano le note dell'esacordo: Ut - Re - Mi - Fa - Sol - La.
L'introduzione del metodo viene solitamente attribuita, ma la cosa è ipotetica, a Guido d'Arezzo (XI secolo), ma della sua pratica vi sono solo testimonianze relative ad epoche molto posteriori, come ad esempio nell'anonimo Tractatus de solmisatione del XIV secolo.
In precedenza questa teoria prevedeva che la successione Ut-Re-Mi-Fa-Sol-La, chiamata esacordo, fosse trasposta a partire dal Fa e dal Sol per creare altre due esacordi, attraverso i quali leggere le porzioni di musica contenenti la ancora mancante sillaba Si: all'esacordo originario fu dato il nome di esacordo naturale (in pratica i suoni corrispondono ai nomi), all'esacordo con il Si bemolle il nome di esacordo molle e quello contenente il Si bequadro fu chiamato esacordo duro. L'estensione dei suoni normalmente considerata era dal Sol1 (primo rigo della chiave di basso) al Mi4 (quarto spazio della chiave di violino): da ciò deriva il termine solmisazione. Venivano quindi individuati sette esacordi: due naturali, due molli e tre (il primo e l'ultimo) duri.
La solmisazione implicava il passaggio da un esacordo all'altro tutte le volte in cui il brano musicale lo rendesse necessario. In sintesi, una melodia che non toccava mai le note inferiori a Ut o superiori a La veniva strutturata sulle sillabe dell'esacordo naturale, senza dover passare agli altri due esacordi. Quando la melodia passava superiormente dal La al Si o inferiormente dall'Ut al Si, molle o duro che fosse, si rendeva necessario cambiare esacordo e passare all'esacordo duro o al molle.
Nel XVII secolo la sillaba Ut venne sostituita con Do, probabilmente in quanto più facile da cantare. Si riteneva che tale sostituzione fosse stata proposta dal teorico musicale Giovanni Battista Doni, il quale avrebbe utilizzato le prime due lettere del suo cognome; in realtà già in un trattato di Pietro Aretino del 1536, molto precedente alla nascita di Doni, la prima delle note viene chiamata Do e non più Ut.

## Dal metodo Tonic Sol-Fa a Goitre
L'inventrice del metodo di solmisazione moderno, noto come Tonic sol-fa, fu la studiosa e didatta inglese Sarah Ann Glover (1786-1867).
Tale metodo fu perfezionato, approfondito e codificato durante la seconda metà dell'Ottocento dal pastore John Curwen (1816-1880), il quale, volendo facilitare l'apprendimento della musica da parte dei cantori del proprio coro, intuì che la lettura della musica svincolata dal concetto di tonalità mediante l'ausilio della tecnica di solmisazione sarebbe stata molto più agevole.
Curwen utilizzò una successione "standard" di suoni corrispondente alle sillabe doh, ray, me, fay, soh, lah, te, in cui doh corrispondeva alla prima nota di qualsiasi scala maggiore e la sillaba lah a quella di qualsiasi scala minore. 
Tale metodo venne perfezionato in maniera esemplare da Zoltán Kodály, padre della didattica musicale moderna. Durante la seconda metà del XX secolo, infine, Roberto Goitre compì l'ultimo passo con la stesura del metodo Cantar Leggendo, utilizzato ancora oggi da molti direttori di coro e docenti, basato sull'utilizzo della solmisazione per ottava. Sullo stesso principio è basato anche il metodo musicalfabeto della pedagogista italiana Giuseppina Barbieri.
Tra i maggiori esperti italiani dello studio della solmisazione si annoverano i nomi di Giovanni Acciai e Piervito Malusà.